# 阿贝奥纳
阿贝奥纳（英語：Abeona）。古罗马时代神祇之一。为众多负责儿童事务的神灵之一。在古罗马，儿童受到广泛关注，因而产生大量相关的礼仪与相关活动。其事迹亦见于古典作家之著述，具有重要地宗教影响力。